# Avenbokslönn
Avenbokslönn eller acer carpinifolium är en kinesträdsväxtart som beskrevs av Sieb. & Zucc.. Acer carpinifolium ingår i släktet lönnar, och familjen kinesträdsväxter. Inga underarter finns listade i Catalogue of Life.